# Eduardo Chacón
Eduardo Chacón Fernández (Cáceres, 2 de julio de 1999) es un jugador de baloncesto español. Con 1 metro y 82 centímetros de estatura, juega en la posición de base.

## Trayectoria
Formado en el Colegio San Antonio de Padua, de Cáceres, e integrante de las categorías inferiores del Cáceres Patrimonio de la Humanidad, llegó a debutar con el primer equipo en la temporada 2015/16 con tan solo 16 años, 4 meses y 9 días, siendo entonces el jugador más joven en debutar con el club en toda su historia. Durante la temporada 2016/17 fue convocado para varios encuentros, saltando a la pista en un total de cinco partidos. 
Terminada su etapa de formación, en la temporada 2017/18 se incorpora a la plantilla del Adepla Plasencia (Liga EBA), club vinculado al Cáceres Patrimonio de la Humanidad. En 2018/19 formaría parte de la plantilla del Torta del Casar Extremadura, equipo filial del club cacereño, también en la Liga EBA, con el que renovó en las siguientes temporadas. En 2020/21 promedió 9.4 puntos y 1.8 asistencias y en 2021/22 registró 7.8 puntos y 1.9 asistencias, participando además en 5 encuentros con el primer equipo en LEB Oro.